# Unione dei comuni del Sinello
L'unione dei comuni montani del Sinello è una unione di comuni che nasce dall'accordo tra nove comuni italiani della provincia di Chieti.
Il suo territorio comprende diversi comuni dell'Alto vastese tra l'Alto Sangro e il fiume Trigno, che separa l'Abruzzo dal Molise, e prende il nome dal fiume Sinello che lo attraversa. Ne fanno parte i comuni di Carpineto Sinello, Carunchio, Dogliola, Guilmi, Montazzoli, Palmoli, San Giovanni Lipioni, Torrebruna e Tufillo; l'unione, avente sede a Guilmi, comprende un'area di 212,46 km² nella quale risiedono 5 033 abitanti.

## Storia
L'unione, istituita nel 2003, è un ente locale di secondo grado, costituito e disciplinato dal decreto legislativo 18 agosto 2000, n. 267 che recepisce la legge 3 agosto 1999, n. 265, in particolare l'articolo 32, al fine di mettere in comunione l'esercizio di una pluralità di funzioni e servizi. L'ente è dotato di personalità giuridica ed è governato da un presidente, da una giunta costituita da tutti i sindaci dei comuni aderenti e da un consiglio composto da una rappresentanza dei consigli comunali e dai sindaci stessi.

## Funzioni
I comuni aderenti hanno affidato all'unione i servizi dell'intero ciclo dei rifiuti urbani, una centrale unica di committenza per gli appalti dei comuni e l'organizzazione dei servizi di protezione civile.